# 石绿竹
石绿竹（学名：Phyllostachys arcana）为禾本科刚竹属下的一个种。